# يانيك شتيرنبيرغ
يانيك شتيرنبيرغ (بالألمانية: Janek Sternberg)‏ (19 أكتوبر 1992 بباد زغهبرغ في ألمانيا - ) هو لاعب كرة قدم ألماني في مركز الظهير. شارك مع منتخب ألمانيا لكرة القدم تحت 18 سنة. أما مع النوادي، فقد لعب مع فيردر بريمن ونادي هامبورغ وفيردر بريمن 2 ‏ ونادي هامبورغ 2 ‏.

## وصلات خارجية
- يانيك ستيرنبيرغ على موقع قاعدة بيانات كرة القدم.إي يو (الإنجليزية)
- يانيك ستيرنبيرغ على موقع بيانات كرة القدم. دي إي (الألمانية)
- يانيك ستيرنبيرغ على موقع Soccerway.com (الإنجليزية)
- يانيك ستيرنبيرغ على موقع عالم كرة القدم.نت (الإنجليزية)
- يانيك ستيرنبيرغ على موقع AS.com (الإسبانية)